# 퉁원
퉁원(중국어: 佟文, 병음: Tóng Wén, 한자음: 동문, 1983년 2월 1일~)은 중화인민공화국의 유도 선수이다. 2008년 하계 올림픽 여자 헤비급에서 금메달을 획득했다. 또한 세계 유도 선수권 대회에서 헤비급 4회 우승, 무제한급 3회 우승을 달성했다.